# Epichlorops mexicanus
Epichlorops mexicanus är en tvåvingeart som beskrevs av Wheeler 1994. Epichlorops mexicanus ingår i släktet Epichlorops och familjen fritflugor. Inga underarter finns listade i Catalogue of Life.